# Francesco Piemontesi
Francesco Piemontesi (ur. 7 lipca 1983 w Locarno) – szwajcarski pianista.

## Życiorys
Urodził się w 1983 w Szwajcarii. Studiował u Nora Doallo w Lugano i Arie Vardi w Hanowerze. Międzynarodowy rozgłos przyniosła mu nagroda w Konkursie Królowej Elżbiety w Brukseli w 2007, co pozwoliło podjąć współpracę z pianistami tej miary co Alfred Brendel, Cecile Ousset i Alexis Weissenberg. W 2009 został stypendystą Borletti–Buitoni Trust. Sławę przyniosły mu interpretacje dzieł Mozarta, Beethovena, Mendelssohna, Schumanna, Brahmsa, Chopina i Ravela. Był dyrektorem artystycznym festiwalu Settimane Musicali w Ascona.
Otrzymał też zaproszenia na występy w prestiżowych salach koncertowych, jak Musikverein w Wiedniu, Filharmonia Berlińska, Carnegie Hall w Nowym Jorku, Wigmore Hall w Londynie, Concertgebouw w Amsterdamie, Suntory Hall w Tokio. Martha Argerich rokrocznie zaprasza go na swój festiwal w Lugano. Występował też na wielu innych festiwalach, jak BBC Proms, Lucerne Festival, Edinburgh International Festival, Międzynarodowy Festiwal Chopinowski, Schleswig-Holstein Musikfestival, City of London, Roque d’Anthéron, Cheltenham, Klavierfest Ruhr i Rheingau. Występował jako solista z orkiestrami Radia Bawarskiego, BBC i BBC Philharmonic, Israel Philharmonic, London Philharmonic, Cleveland Orchestra, Orkiestra Symfoniczna NHK, Camerata Salzburg oraz Kameralną Wiedeńską i Zuryską, pod batutą znanych dyrygentów, jak Jiří Bělohlávek, Stanisław Skrowaczewski, Charles Dutoit, Roger Norrington, Władimir Aszkenazi, Marek Janowski i Sakari Oramo.